# Bruno Metsu
Bruno Metsu (Dunquerque, 28 de janeiro de 1954 — Paris, 15 de outubro de 2013) foi um futebolista e treinador francês. Estava treinando o Al-Wasl.
Depois de treinar clubes menores na França e a seleção senegalesa, entre 2000 e 2002, Metsu fez sua carreira nos Emirados Árabes Unidos e no Catar. Em julho de 2013 ele substituiu o argentino Diego Maradona no comando do Al Wasl, mas foi obrigado a deixar o clube logo depois, após ter sido diagnosticado com um câncer no cólon. Nos últimos meses, a doença se espalhou para os pulmões e para o fígado.
Clube defendido por Bruno Metsu como jogador, entre 1979 e 1982, e como treinador, na temporada 1992/1993, o Lille lamentou a morte daquele que, segundo comunicado oficial, "ajudou a equipe a se restabelecer na primeira divisão da França". "É com grande tristeza que soubemos da morte do de Bruno Metsu", dizia a nota.
Bruno Metsu faleceu em 15 de outubro de 2013, aos 59 anos, de câncer de cólon.

## Títulos
Al Ain
- Liga dos Campeões da AFC: 2003
- UAE Super Cup: 2003
- Liga dos Emirados Árabes Unidos: 2003, 2004

Al-Gharafa
- Liga do Qatar: 2005
- Copa Sheik Jassem: 2006
- Qatar Crown Prince Cup: 2011

Emirados Árabes Unidos
- Copa do Golfo Pérsico das Nações: 2007